# Tribigildo

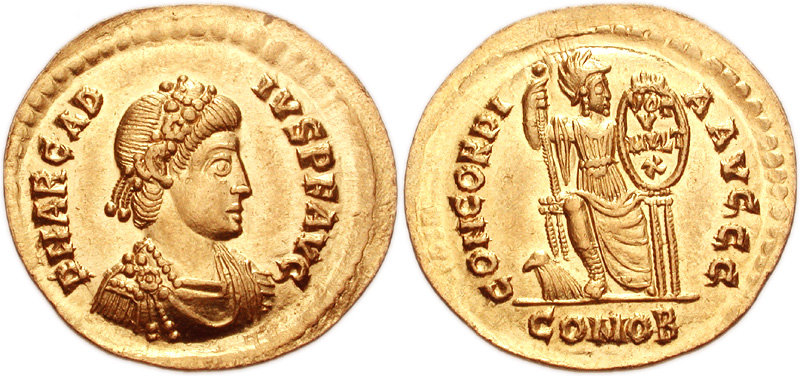
Soldo de Arcádio r.

Tribigildo (fl. 399) foi um general ostrogodo cuja rebelião contra o Império Bizantino precipitou uma grande crise política durante o reinado do imperador Arcádio (r. 395–408).

## História
Tribigildo aparece no registro histórico como o líder das tropas bárbaras estacionadas em Nacoleia, na Frígia, e um confederado do estado romano (com o estatuto de conde). No verão de 399, com sua honra ofendida por uma recepção insuficientemente extravagante na corte imperial em Constantinopla, desentendeu-se com Arcádio e começou a saquear a as regiões da Frígia, Lídia Panfília e Pisídia. A agitação popular decorrente dos rumores sobre seu poder crescente forçaram o primeiro-ministro do imperador, o eunuco Eutrópio, a enviar uma força expedicionária sob Leão através do Helesponto.
Na realidade, Tribigildo estava encontrando cada vez mais dificuldade em repelir as milícias camponesas, mas, mesmo assim, quando as legiões imperiais chegaram, ele facilmente conseguiu subverter a lealdade dos bárbaros - que perfaziam a maioria das tropas - e expulsou o resto. Este resultado deixou o godo Gainas com o controle das forças militares de Constantinopla. Enviado contra Tribigildo (de quem é possível que ele fosse parente), retornou para relatar que o rebelde era invencível e que a tática mais segura era negociar. Uma requisição pela cabeça de Eutrópio, possivelmente pré-negociada por Gainas e Tribigildo, foi aceita. Mas Gainas foi longe demais e se uniu abertamente ao rebelde. Tribigildo foi aparentemente assassinado durante um movimento combinado do exército godo em direção a Constantinopla.